# 浅野工学専門学校
浅野工学専門学校（あさのこうがくせんもんがっこう）は、日本の建築に関する専修学校。運営主体は学校法人浅野工学園。浅野綜合中学校の校内で当時の横浜市からの依頼で開設したコンクリート工法講習所を源流としている。

## 設置学科
- 建築工学科（4年制）
- 建築デザイン科 （2年制）
  - 各科とも卒業と同時に二級建築士の受験資格を取得可能

## 沿革
- 1925年 - 横浜市の委託を受け、浅野財閥総帥の浅野総一郎が浅野綜合中学校内にコンクリート工法講習所を開設[1][2]
- 1929年 - 混凝土（コンクリート）専修学校（2年制）を創立
- 1940年 - 浅野高等工学校と改称し、3年制に移行
- 1947年 - 浅野学園工学部と改称し、4年制に移行
- 1976年 - 学校法人浅野工学園・浅野工学専門学校と改称（建築工学科・4年制）
- 1989年 - 女子建築デザイン科（2年制）を設置
- 1995年 - 文部省告示による専門士の称号が付与できる専修学校の専門課程として認可。
- 1998年 - 女子建築デザイン科を建築デザイン科と改称
- 2004年 - 建築デザイン科にデザイン、インテリアの2コースを、建築CAD科（2年制）を設置
- 2005年 - 建築工学科に高度専門士（大学院入学資格）付与認定。
- 2009年 - 創立80年を迎える。

## 所在地
- 神奈川県横浜市神奈川区子安台